# Kumadani-ji
Kumadani-ji (熊谷寺?) es un templo budista de la secta Shingon en la localidad de Awa de la prefectura de Tokushima (Japón). Se trata del octavo templo de peregrinación del Camino de Shikoku. Fundado por el monje Kūkai en el 815, la institución consagra una estatua de Senjū Kannon como imagen principal.

## Historia
En el año 815 Kūkai fundó el templo, mientras que la estatua de este albergada en el salón Daishi se hizo durante el período Muromachi. En al menos una ocasión, el señor feudal de la provincia de Awa visitó este templo con sus guerreros durante el período Edo para celebrar la observación de la luna. Se cree que el recinto sufrió varios incendios a mediados del período Edo. En 1689, Jakuhon escribió en su guía de peregrinaje que «Los recintos están limpios, el valle es profundo, el agua es fresca y se puede contemplar el mar del sur. Hay 126 granos de las cenizas de Buda en el cabello de la estatua de Kannon».
La sala principal y la figura esculpida por Kūkai se perdieron en un incendio en 1927. Posteriormente comenzó la reconstrucción del salón en 1940 gracias a varios sacerdotes, hasta que se vio interrumpida por la Segunda Guerra Mundial. Finalmente, en 1946, se completó todo el templo y se celebró la ceremonia de consagración de la imagen principal recién tallada.

## Arquitectura

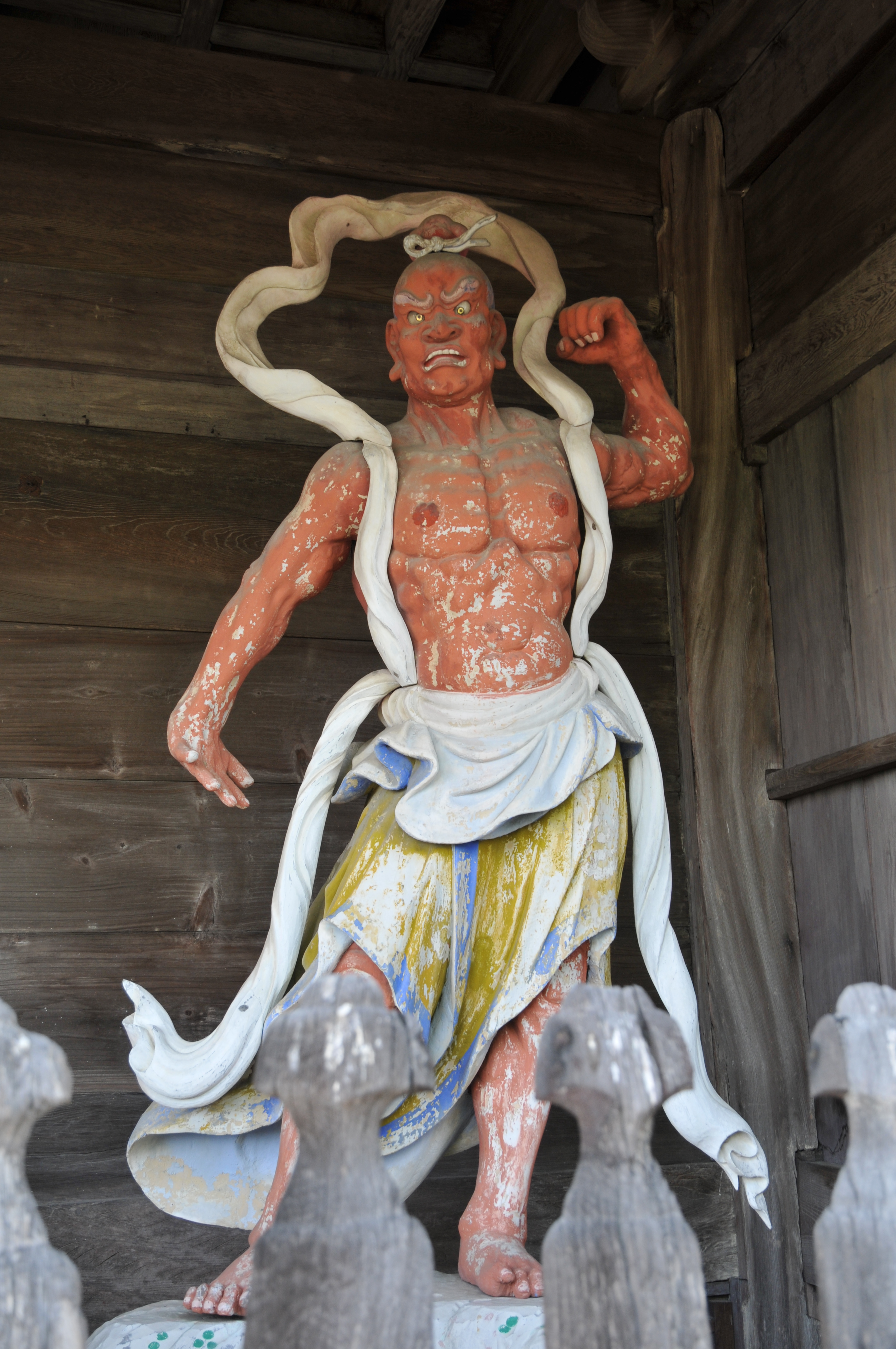
Uno de los dos guardianes niō de la puerta.

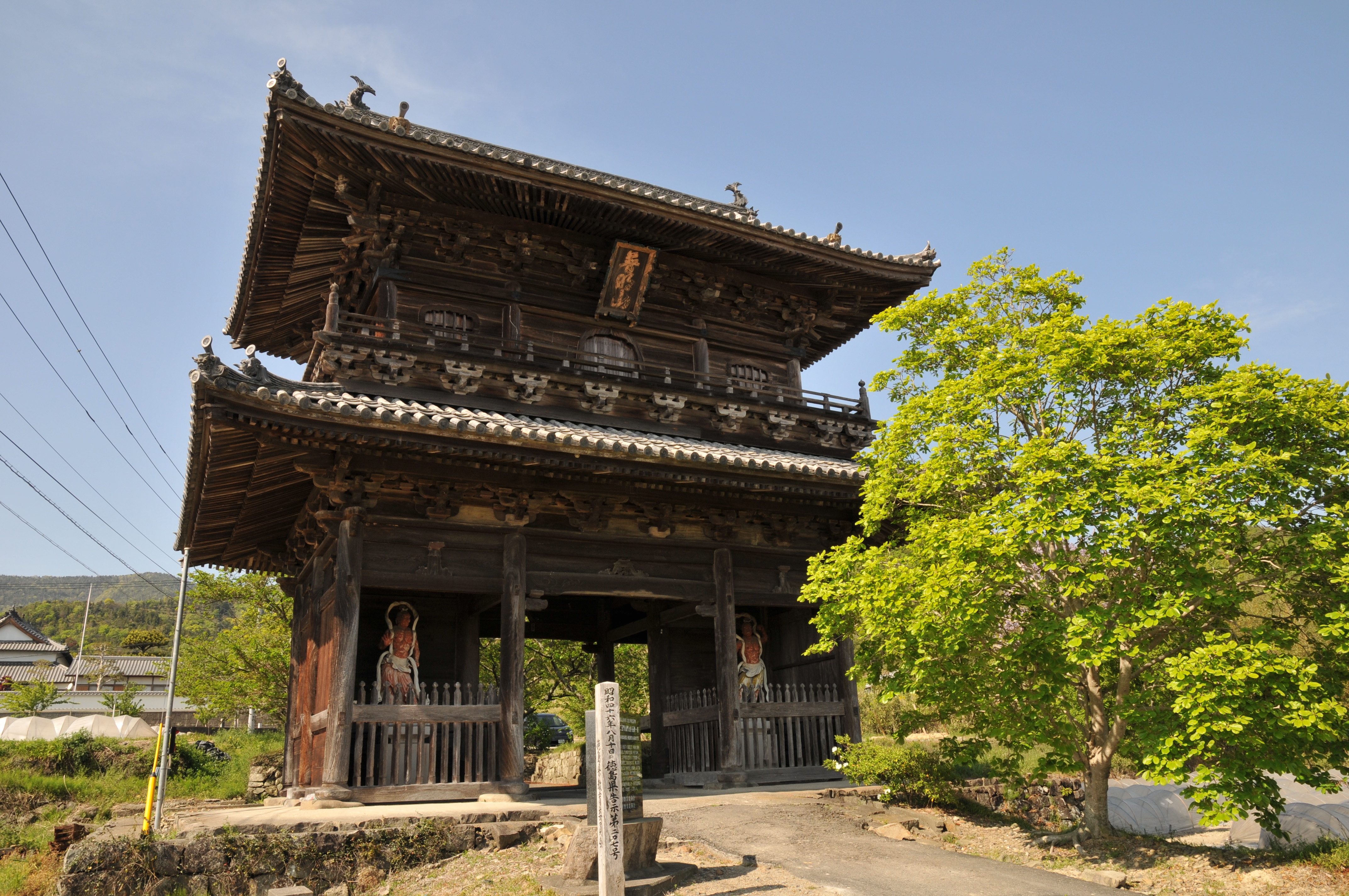
El niōmon de Kumadani-ji es el de mayor tamaño entre los templos de la peregrinación de Shikoku.

El niōmon (puerta niō) del Kumadani-ji es el más grande de los 88 templos del Camino de Shikoku, con 9 m de ancho y 12,3 m de alto. La puerta fue construida en 1687 mezclando el estilo japonés y el chino Tang. Los guardianes se encuentran a ambos lados de la entrada y se caracterizan por el pigmento rojo de su piel con ropa blanca ondulante. Otros edificios del templo son el tahōtō (pagoda de dos pisos) construido en 1774, una segunda puerta con guardianes con armaduras de estilo chino, un campanario, el salón principal y el salón Daishi, construido en 1707.